# Cristian Menéndez
Cristian Matías Menéndez (Mar del Plata, Buenos Aires, Argentina; 2 de abril de 1988) es un futbolista profesional argentino, juega de delantero y su equipo actual es Gimnasia y Esgrima de Jujuy de la Primera Nacional.

## Trayectoria
Se inició en el Club Mitre, luego pasaría por varios clubes hasta llegar al Club Kimberley de Mar del Plata.

### Debut en Lanús
Cristian Menéndez comenzó a jugar en el 2008 para Lanús. Hizo su debut en la goleada 2-6 que le propinó el Arsenal de Sarandí en mayo de 2008, y anotó su primer gol en la victoria 6-1 ante Colón de Santa Fe el 14 de marzo de 2009. En el mismo año, obtuvo sus primeras experiencias internacionales al jugar la Copa Sudamericana y la Copa Libertadores con su equipo.

### Primer paso extranjero: Emelec
El 5 de junio de 2010, Lanús prestó a Menéndez a Emelec, donde anotó su primer gol en la Serie A de Ecuador el 29 de septiembre de 2010 en la victoria 1-0 ante Olmedo. Con Emelec el 2010 fue subcampeón de Ecuador y ganó el primer semestre del 2011. En este equipo anotó en total 13 goles.

### Segundo club extranjero: Libertad
El 2011 pasa al Club Libertad de Paraguay. Donde jugó 32 partidos y anotó 9 goles.

### Vuelta a Lanús y cesión otra vez a Libertad
En el 2012 regresa a Lanús para jugar el torneo apertura, pero finalmente a mediados de ese año termina fichando por el Club Libertad de Paraguay donde logró el título del Torneo Clausura de ese mismo año.

### Quilmes
El 17 de enero de 2013 Cristian Menéndez rescindió el contrato con Libertad de Paraguay. De esta manera, se convierte en el segundo refuerzo de Quilmes Atlético Club para disputar el torneo de la Primera División Argentina, donde jugó 13 partidos e hizo 2 goles, el más importante en la derrota 2 a 3 ante Boca en la mismísima Bombonera. Ese fue un gran torneo de Quilmes, logrando el cuarto puesto y salvándose del descenso. Otros acompañantes fueron Martin Cauteruccio y Fernando Elizari en el ataque

### Independiente, y el regreso a primera
El 12 de julio de 2013 Menéndez, en el desafió más importante de toda su carrera, se convirtió en el cuarto refuerzo para el Club Atlético Independiente, recién descendido a la Primera B Nacional en el 2013. Anotó su primer gol en el rojo ante Crucero del Norte, luego de un toqueteo donde definió de zurda. Su segundo gol fue ante Santamarina de Tandil donde le cometieron penal y el mismo decidió ejecutarlo, pateo fuerte y a la derecha de Daniel Bertoya. Jugó 19 partidos y anotó los 2 goles mencionados, donde obtuvo el ascenso a la Primera División.

### Atlético Tucumán

#### Temporada 2014
En 2014 ficha para Atlético Tucumán en donde juega su primer partido contra el clásico rival del decano, San Martín de Tucumán, en el que entra desde el banco y en 5 minutos convierte su primer gol. Su segundo gol llega en la 1.ª fecha de la B Nacional contra Crucero del Norte en la victoria 1 a 0. Su tercer gol lo convierte contra All Boys en la victoria 2 a 0. Por la fecha 5 convierte el primer gol del partido en la victoria 3 a 1 ante Temperley. Por la segunda rueda convierte su quinto gol frente a Crucero del Norte. En la fecha 16 convierte su sexto gol en el club ante Temperley por segunda vez, en la derrota 2 a 1, luego de un excelente pase de cabeza de Francisco Grahl. Su octavo gol lo convierte ante Huracán en la derrota 4 a 1.

#### Temporada 2015
En 2015 su noveno gol lo marca a Central Córdoba, de Santiago del Estero en el cual abre el marcador en la victoria 2 a 0. Su décimo gol es otra vez en el clásico tucumano, ante San Martín de Tucumán, en el cual liquidó el partido poniendo el 2 a 1. Su 11ro gol fue otra vez a Central Córdoba en el cual empate el partido 1 a 1 en lo que sería el resultado final. Su gol número 12 fue ante Atlético Paraná en el empate 1 a 1 luego de un remate de Albano Becica que le reboto en justo en él y la mando a guardar con la pierna derecha. Su gol número 13 fue ante Instituto de Córdoba, en la victoria 3 a 1, luego de un pase de Fernando Evangelista. Su gol número 14 fue ante Chacarita Juniors en la victoria 2 a 1. Sin embargo sería su último gol en el torneo porque tuvo una recaída de 23 partidos sin convertir, hasta que en un partido contra Juventud Unida de Gualeguaychu convirtió el 1.er gol del partido en la victoria 3 a 0 de su equipo. Convirtió su 1.er doblete en el "Decano" contra All Boys en la victoria 2 a 1. Contra Douglas Haig convierte su segundo doblete en el club tucumano, el 1.º vino luego de un excelente pase de "El Pulga" Rodríguez, el segundo luego de un excelente centro de Leandro González.
Volvió a anotar en la victoria 5 a 0 frente a Los Andes obteniendo así el ascenso a 1.ª División de Argentina y en donde se coronó campeón de la B Nacional y consagrándose ídolo para la hinchada tucumana.

#### Temporada 2016
A principio de enero de 2016 renueva su contrato con Atlético para afrontar la Primera División 2016.
Su primer partido lo jugó ante Racing Club en la victoria 2-1 partido en el que fue ovacionado al momento de su ingreso. Su segundo partido fue ante Boca Juniors en la histórica victoria 1-0. Contra Unión de Santa Fe convierte sus primeros goles, el primero fue luego de un pase largo de Luis Miguel Rodríguez aguantó ante el defensor "tatengue" y definió ante la salida del arquero. El segundo fue luego de que José Méndez pateara al arco, puso la cabeza y convirtió su 3.er doblete en el club tucumano. El tercer gol del 2016 fue ante Atlético Rafaela en la victoria 3-0. Marco en el partido frente a Aldosivi cuando faltaban solo minutos para que terminara el partido empatando el encuentro. En la siguiente fecha (la 8.ª) le anota un golazo a Argentinos Juniors en la victoria 3-0 de Atlético. Anotó en la polémica derrota 3-2 frente a Estudiantes de La Plata. Volvió a marcar en la fecha 15 contra San Martín de San Juan, empatando el partido en la heroica victoria 3-2 del Decano.

#### Temporada 2016-17
En la segunda fecha, contra Arsenal de Sarandí, convierte sus primeros 2 goles en el campeonato en la victoria 3-1. Dos fechas después anota frente a Newells Old Boys en la derrota 3-1 del decano. En la fecha 7 entró por Leandro González y marcaría el empate 2-2 frente a Boca Juniors, siendo este su segundo gol en 3 partidos frente al Xeneixe. Contra Olimpo de Bahía Blanca entra en el segundo tiempo y marca su gol número 5 en el campeonato.
El jueves 23 de febrero de 2017 anotó en la goleada 3-1 ante Junior de Barranquilla, allí tuvo una destacada actuación que lo llevó a ser nombrado mejor jugador junto a sus compañeros Cristian Lucchetti y Fernando Zampedri. El jueves 22 de junio de 2017 disputó su último partido en Atlético Tucumán con Vélez Sarsfield que acabó 1-1, el ingreso en el segundo tiempo y fue ovacionado al acabar el partido.
Jugó 102 partidos con el decano (106 contando amistosos) y marcó 32 goles (35 contabilizando amistosos) en un promedio de 0,37 con en el club tucumano.

### Veracruz

#### Temporada 2017-2018
Cristian Menéndez fue contratado el 17 de junio de 2017 por dos años para jugar con los Tiburones Rojos de Veracruz en la Liga MX. El 6 de agosto anota su primer gol con los tiburones en contra del Puebla, siendo este el 2-0 y a la postre el triunfo. En la temporada 2017/2018 jugó 29 partidos y fue uno de los goleadores del equipo al anotar 8 goles.

#### Temporada 2018-2019
En la siguiente temporada (2018/2019) el equipo no empezó de buena manera aunque el Polaco fue uno de sus puntos más altos ya que en el año anotó 6 goles siendo otra vez uno de los goleadores del equipo. El 17 de marzo de 2019 el Tibu oficialmente desciende luego de perder 2-0 con el Club León en la jornada 11 del Torneo Clausura 2019 (México) por lo que el Polaco jugaría en el Ascenso MX. Sin embargo Fidel Kuri Grajales, dueño del Veracruz pagó una cuota de 120 millones de pesos mexicanos para mantener la categoría.

#### Desafiliación del Veracruz
Después de diversas polémicas del conjunto escualo por deudas a equipos y jugadores el club fue desafiliado el día miércoles 4 de diciembre de 2019, por unanimidad, de la Federación Mexicana de Fútbol. Según Álvaro Ortiz, presidente de la Asociación Mexicana de Futbolistas, los jugadores del Veracruz fueron puestos en libertad para negociar con el equipo que creyeran conveniente en base de sus intereses.

### Puebla
El 14 de diciembre de 2019 se oficializa la llegada de Cristian Menéndez al Club Puebla como refuerzo para el Clausura 2020. La Franja publicó el siguiente mensaje por medio de sus redes sociales sobre la contratación del Polaco:

«La Puebla de los Ángeles es tu casa a partir de este momento, Cristian. Trabajemos juntos para llenar de alegría a toda nuestra afición»

El jugador llega después de anotar 15 goles con el desaparecido Veracruz.
El delantero argentino puso fin a su ciclo con la Franja después de un semestre en la Angelópolis. Por medio de sus redes sociales, el Polaco se despidió de la institución de La Franja y agradeció el cariño a todos los aficionados por el semestre en la Angelópolis.

### Everton (Viña del Mar)
El delantero marplatense Cristian Menéndez dejó el Puebla de México para jugar en el Everton de Chile, y fue anunciado oficialmente como refuerzo por la institución de la ciudad balnearia trasandina de Viña del Mar. Convertiría su primer gol en el club chileno frente a Palestino, sobre el final del encuentro marcando el empate de su equipo (1-1). Sin embargo, su momento más memorable y con el cual se ganó el cariño de la afición 'ruletera' fue en el Clásico porteño, siendo el autor del único gol ante Santiago Wanderers con una gran mediavuelta para vencer al capitán de los 'caturros' Mauricio Viana, el cual le dio el triunfo a Everton, siendo Menéndez la figura del encuentro.

### Regreso a Atlético Tucumán
El marplatense a los 33 años firmaría el contrato el día 28 de junio de 2021 que lo vincularía con la institución tucumana hasta diciembre de 2023. Su regreso fue muy festejado en las redes por su gran recuerdo que dejó en su estadía en el "Decano" en 2017 y por el cumplimiento de volver al club del último gran ídolo de Atlético. Luego de una sequía de 20 partidos sin convertir, la racha se rompería ante Talleres de Córdoba, donde el club tucumano golearía al elenco cordobés por 3 a 0.
En el año 2022 empezaría anotándole en la primera fecha a Colón de Santa Fe en el empate 1-1 por la primera fecha del Campeonato de Primera División de 2022. Contra Barracas Central anotaría el primer gol del partido de chilena y en ese mismo encuentro asistiría a Ramiro Ruiz Rodríguez para que estampara el 2 a 0 en la victoria por 4-0. En la fecha 20 anotaría su primer doblete en el campeonato ante Argentinos Juniors que le daría el triunfo a Atlético por 2-1 en su visita a La Paternal.
En la temporada 2023 volvería a anotar un gol ante Argentinos Juniors, convirtiéndose en el equipo que más goles le marcó con la camiseta "Decana", en la derrota de su equipo por 2-1. Por la fecha 18 asistiría nuevamente a Ruíz Rodríguez para que anotara el único gol del encuentro, victoria 1-0 contra Arsenal de Sarandí. Anotaría su segundo gol en el campeonato frente a Central Córdoba, siendo el autor del 2-0. 
En 2023 decide marcharse del club, dejando en su segunda etapa un total de 45 partidos, 9 goles anotados y repartiendo 3 asistencias.

### Gimnasia de Jujuy
En 2024, firma para Gimnasia y Esgrima de Jujuy, para afrontar la Primera Nacional. Contra el Club Atlético San Miguel anota su primer gol en el equipo, de penal, en la victoria 3-0 del "Lobo jujeño".

## Clubes y estadísticas
Datos:
| Club                        | País                | Año                 | PJ  | G  | Asistencia | Anotado |
| --------------------------- | ------------------- | ------------------- | --- | -- | ---------- | ------- |
| Lanús                       | Argentina           | 2007-2010           | 39  | 3  | 1          | 0.08    |
| Emelec                      | Ecuador             | 2010-2011           | 43  | 13 | 5          | 0.3     |
| Libertad                    | Paraguay            | 2011-2012           | 54  | 10 | 9          | 0.19    |
| Quilmes                     | Argentina           | 2012-2013           | 13  | 2  | 3          | 0.15    |
| Independiente               | Argentina           | 2013-2014           | 20  | 2  | 1          | 0.1     |
| Atlético Tucumán            | Argentina           | 2014-2017           | 102 | 32 | 11         | 0.31    |
| Veracruz                    | México              | 2017-2019           | 78  | 15 | 5          | 0.19    |
| Puebla                      | México              | 2020                | 7   | 2  | 0          | 0.29    |
| Everton                     | Chile               | 2020-2021           | 16  | 2  | 3          | 0.13    |
| Atlético Tucumán            | Argentina           | 2021-2023           | 45  | 9  | 3          | 0.2     |
| Gimnasia y Esgrima de Jujuy | Argentina           | 2024-presente       | 56  | 8  | 2          | 0.14    |
| Total en su carrera         | Total en su carrera | Total en su carrera | 473 | 98 | 43         | 0.21    |

## Palmarés

### Campeonatos nacionales
| Título             | Club             | Sede                  | Año  |
| ------------------ | ---------------- | --------------------- | ---- |
| Torneo Clausura    | Libertad         | Asunción              | 2012 |
| Primera B Nacional | Atlético Tucumán | San Miguel de Tucumán | 2015 |

### Ascenso
| Ascenso            | Club          | Sede     | Año     |
| ------------------ | ------------- | -------- | ------- |
| Primera B Nacional | Independiente | La Plata | 2013/14 |